# 8 cm GrW 34
81-мм міномет GrW 34 (нім. 8-cm Granatwerfer 34) — німецький 81-мм міномет зразка 1932 року. Міномет був створений у 1932 році фірмою «Рейнметалл». За німецької передвоєнної класифікації міномет називався «важким». З появою 105 мм міномета перекваліфікований як середній міномет.

## Дані по наявності
Міномети входили до складу озброєння піхотного батальйону вермахту з розрахунку 6 мінометів на піхотний батальйон. По штатам кожна дивізія вермахту повинна була мати по 54 одиниці 81-мм мінометів.
- До 1 вересня 1939 року війська на озброєнні було 4624 міномета.
- До 1 квітня 1940 року — 6796 шт.
- На 1 червня 1941 року у частинах Вермахту було 11 767 мінометів.

Виробництво тривало до кінця війни, причому на 1 січня 1945 року в частинах було 16 454 шт.
Втрати у 8-см мінометах зр. 34 були великі. Так з 22.06.1941 по 01.09.1942 тільки на Східному фронті їх було втрачено 3466 шт.
Вартість міномета зр. 34 становила 810 райхсмарок.

## Модифікації
Для парашутистів і диверсійних загонів був розроблений укорочений варіант — kz.s.G.W.34. Ствол був зменшений з 114,3 до 74,7 см, а маса знижена з 57 до 26 кг Максимальна дальність стрільби становила 1100 м проти 2400 м у звичайної моделі.

## Тактико-технічні характеристики

### Улаштування
Міномет складався з гладкостінної труби з нагвинченим на неї казенником, двоноги із встановленими на ній механізмами: підйомним, поворотним і горизонтування, амортизаторної плити і прицілу.
Опорна плита — квадратна.
Дальність стрільби регулювалася грубо за допомогою зарядів від № 1(слабкий) до № 5(найпотужніший) і тонко — зміною кута ствола. У числі інших боєприпасів до 8-см міномета зр. 34, німцями застосовувалися стрибаючі осколкові міни 8-cm Wgr.39. На відміну від звичайної міни, при зіткненні з ґрунтом в міні спрацьовував підривник, який з уповільненням ініціював вибивний заряд, який, у свою чергу, підкидав бойову частину міни на висоту 1,5-2 м від землі, після чого слідував вибух.
Ствол міномета представляв собою трубу з нагвинченим на неї казенником. Для усунення проривів порохових газів через різьбу в казеннику в дно казенника вставлялося мідне затискуюче кільце. Зовні на трубі ствола наносилася біла лінія для грубого наведення міномета на ціль. Зовні труба ствола мала також хомутик з антабкою для кріплення в'ючного ременя.
Двонога-лафет складалася з двох однакових по влаштуванню опорних ніг. Наявність шарнірного з'єднання опорних ніг дозволяло здійснювати грубе встановлення вертикальних кутів наведення, точна ж установка виконувалася за допомогою підйомного механізму. Крім того, це дозволяло вести вогонь з вогневої позиції, що має великий поперечний перекіс, і збільшувало вогневу маневреність міномета. На кожній опорній нозі також був хомутик з антабкою для кріплення в'ючного ременя.
Міномет переносився в похідному положенні на трьох людських в'юках (ствол, опорна плита і тринога). Колісного ходу міномет не мав.
Також міномети часто встановлювалися у напівгусінному бронетранспортері Sd.Kfz 250/7. Міномет встановлювався на днище кузова бронетранспортера з допомогою невеликого числа напівкустарних пристосувань. При необхідності міномет виймався з кузова і діяв з ґрунту як звичайний міномет.
У боєкомплект 81-мм міномета стандартно входили осколкова і димова міни вагою 3,5 кг кожна. Міни комплектувалися дуже чутливими детонаторами. Через їх високу чутливість необхідно було стежити, щоб на шляху польоту міни не було гілок дерев, маскувальних засобів та інших сторонніх предметів, які могли б викликати передчасний вибух міни, крім того, мінами з підривником WgrZT не рекомендувалося стріляти навіть в сильний дощ.
Бойовий заряд 81-мм міномета включав в себе основний заряд (хвостовий патрон) і три додаткових заряди у вигляді кілець, що надягаються на трубку стабілізатора.

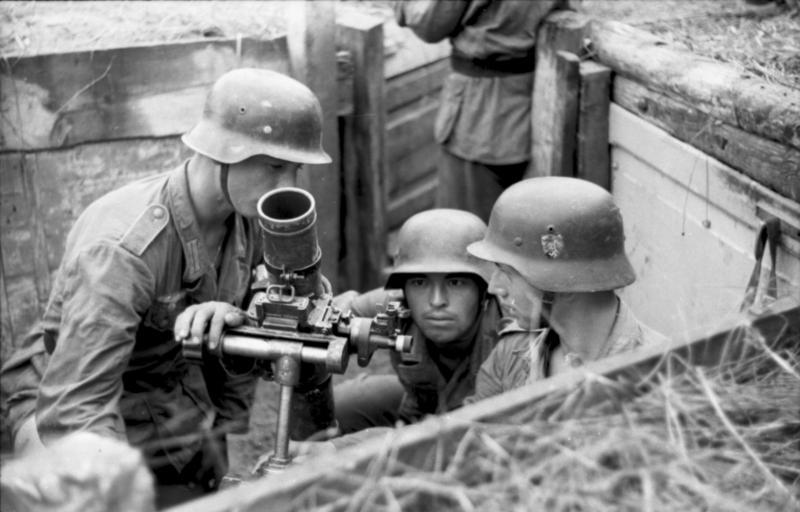
Німецькі мінометники в Італії

### ТТД
Калібр, см 8 (8,14): Довжина ствола, см 114,3
Вага, кг 57
Кут вертикального наведення, град. від +45 до +87
Кут горизонтальної наводки без перестановки двоноги, град. при куті піднесення 45 град. — 9
при куті піднесення 87 град. — 15
Скорострільність, пострілів в хвилину 15-25
Розрахунок, 4 чол.